# Dérbi basco
O dérbi basco (em basco: euskal derbia; em espanhol: derbi vasco) é o nome dado ao dérbi local de futebol entre Athletic Bilbao e Real Sociedad. Ele incorpora a rivalidade interurbana entre Bilbau e San Sebastián, respectivamente as capitais das províncias vizinhas de Biscaia e Guipúscoa, na região do País Basco da Espanha.

## História
Athletic Bilbao e Real Sociedad têm mantido uma rivalidade na liga espanhola que remonta ao ano de 1929. Em 10 de fevereiro daquele ano, os dois rivais se enfrentaram no campo da Real, empatando em 1 a 1. Em 1935, entrou para história (perdurando até hoje) a maior goleada do dérbi: um 7 a 0 imposto pelo Athletic aos rivais azuis e brancos, em San Mamés. Em 1930, o Athletic já havia vencido a Real, em San Sebastián, por 7 a 1, resultado que repetiria em seu próprio campo em 1951. Por sua vez, a Real Sociedad conseguiu duas goleadas por 5 a 0, seus melhores resultados sobre os rivais, em dezembro de 1976 e em maio de 1995.
Inicialmente, a Real mantinha uma política esportiva similar à do Athletic, de jogar somente com atletas de suas próprias categorias de base. Seguindo tal orientação, o clube ganhou duas ligas consecutivas (em 1981 e 1982),[carece de fontes?] mas no fim da década de 80 mudou sua política e passou a contratar vários jogadores estrangeiros. Depois, foram os jogadores espanhóis que ganharam a mesma condição. Desde então, o clube txuri-urdin alternou sucessos, como nos casos de Aldrige, Kodro, Nihat e Kovačević, e insucessos, caso do coreano Lee Chun-Soo.
Por sua parte, o Athletic também mudou sua política passando de utilizar unicamente jogadores de sua própria categoria de base para fazê-lo com bascos de qualquer formação ou com jogadores de qualquer procedência, se formados futebolisticamente em clubes bascos. Um caso emblemático desta mudança no clube vermelho e branco foi o do francês Bixente Lizarazu, jogador nascido na cidade de Saint-Jean-de-Luz, no País Basco francês. Os últimos títulos de liga dos leones foram justamente a seguir aos títulos do rival, em 1983 e 1984, também quando ainda vigoravam as antigas políticas de contratação de ambas instituições. 
Vale ressaltar que, de forma geral, também recebem o nome "dérbi basco" todas os outros confrontos entre clubes bascos, como Deportivo Alavés, Real Unión de Irún, Eibar, Barakaldo, Osasuna, Arenas de Getxo, entre outros. De qualquer forma, nenhum destes enfrentamentos possui a envergadura do "dérbi basco por excelência", disputado por Athletic Club de Bilbao e Real Sociedad de San Sebastián.

## Rivalidade
A relação entre as duas torcidas é, de forma geral, pacífica. Já a relação entre as direções de ambos os clubes é que tem passado por períodos de atrito, especialmente por causa do interesse de ambos em negociar acordos com outros clubes, detentores dos direitos esportivos de vários atletas desejados pelos dois rivais, como também pela prática eventual de um deles de contratar jogadores ainda nas categorias de base do outro.

## Estatísticas

### Detalhamento
| Estatísticas oficiais            |                                                                                      |
| Número de partidas oficiais      | 189                                                                                  |
| Vítórias da Real Sociedad        | 61                                                                                   |
| Vitórias do Athletic Club        | 79                                                                                   |
| Empates                          | 49                                                                                   |
| Gols marcados pela Real Sociedad | 240                                                                                  |
| Gols marcados pelo Athletic Club | 314                                                                                  |
| Total de gols                    | 554                                                                                  |
| Última partida                   | Athletic Bilbao 1–0 Real Sociedad, por La Liga de 2024–25, em 24 de novembro de 2024 |

| Estatísticas do dérbi na Liga |                                                                                      |
| Número de partidas            | 155                                                                                  |
| Vitórias da Real Sociedad     | 53                                                                                   |
| Vitórias do Athletic Club     | 63                                                                                   |
| Empates                       | 39                                                                                   |
| Gols da Real Sociedad         | 208                                                                                  |
| Gols do Athletic Club         | 252                                                                                  |
| Total de gols                 | 460                                                                                  |
| Última partida                | Athletic Bilbao 1–0 Real Sociedad, por La Liga de 2024–25, em 24 de novembro de 2024 |

| Estatísticas do dérbi na Copa |                                                        |
| Número de partidas            | 20                                                     |
| Vitórias da Real Sociedad     | 6                                                      |
| Vitórias do Athletic Club     | 8                                                      |
| Empates                       | 6                                                      |
| Gols da Real Sociedad         | 21                                                     |
| Gols do Athletic Club         | 28                                                     |
| Total de gols                 | 49                                                     |
| Última partida pela Copa      | Athletic Club 0–1 Real Sociedad, em 3 de abril de 2021 |